# Povoação
Povoação is een gemeente in het Portugese autonome gebied en eilandengroep Azoren.
De gemeente heeft een totale oppervlakte van 106 km2 en telde 6726 inwoners in 2001.
De gelijknamige plaats telde 2400 inwoners.

## Plaatsen in de gemeente
- Água Retorta
- Faial da Terra
- Furnas
- Nossa Senhora dos Remédios
- Povoação
- Ribeira Quente